# Монтекозаро
Монтекозаро (итал. Montecosaro) насеље је у Италији у округу Мачерата, региону Марке.
Према процени из 2011. у насељу је живело 1453 становника. Насеље се налази на надморској висини од 218 м.

## Становништво
| 1931. | 1936. | 1951. | 1961. | 1971. | 1981. | 1991. | 2001. | 2011. |
| ----- | ----- | ----- | ----- | ----- | ----- | ----- | ----- | ----- |
| 3.702 | 3.648 | 3.582 | 3.651 | 4.192 | 4.555 | 4.745 | 5.198 | 6.918 |